# 霸王朝山城
霸王朝山城，位于中国吉林省集安市财源镇霸王村东北约4.3公里，是一个高句丽时期的簸箕形山城遗址。
1961年4月13日霸王朝山城被公布为吉林省文物保护单位，2019年10月7日入选第八批全国重点文物保护单位。
霸王朝山城位于吉林省集安市、吉林省通化县和辽宁省桓仁满族自治县的交界地带，其下不远便是新开河汇入浑江河口和富尔江汇入浑江河口，地理位置险要。
山城呈北高南低的簸箕形，周长1230米，面积约69,438平方米。城墙由花岗岩筑构，现存最高处可达5米以上。城墙南、北两侧开有两处城门。城内出土有陶器及铁器。从山城的构造和出土器物来看，整个山城带有强烈的军事防卫色彩。
有观点认为霸王朝山城即高句丽第一次迁都后的尉那岩城故址。